# Nikto

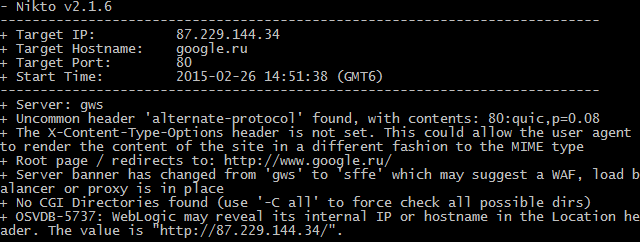

Nikto是一款开源的（GPL）网页服务器扫描器，它可以对网页服务器进行全面的多种扫描，包含超过3300种有潜在危险的文件／CGIs；超过625种服务器版本；超过230种特定服务器问题。扫描项和插件可以自动更新（如果需要）。基于Whisker/libwhisker完成其底层功能。这是一款非常棒的工具，但其软件本身并不经常更新，最新和最危险的可能检测不到。
Nikto的作者是Chris Sullo（页面存档备份，存于），他是开放安全基金会（Open Security Foundation）的财务总监。

## 功能
Nikto用来检查网页服务器和其他多个范畴内的项目：
- 错误的配置
- 默认文件和脚本
- 不安全的文件和脚本
- 过时软件

Nikto使用Rain Forest Puppy的LibWhisker实现HTTP功能，并且可以检查HTTP和HTTPS。同时支持基本的端口扫描以判定网页服务器是否运行在其他开放端口。Nikto可以使用'update'选项从主版本站点自动更新，以应对新的弱点。Nikto可以在启动时加载用户自定义的检测规则，当然前提是自定义检测规则已经放在了user_scan_database.db文件内（这个文件在插件目录下）；即使使用-update选项升级，自定义的检测规则也不会被覆盖。Nikto也具有反入侵探测（IDS）功能。

## 系统要求
- Unix：

Perl、NET::SSLeay、OpenSSL（只在需要SSL扫描时才用到）。
- Windows

ActiveState（页面存档备份，存于）编译的Net::SSL（只在需要SSL扫描时才用到）。可以考虑使用Cygwin。

## 发行
Nikto和更新数据库及插件由CIRT.net发布，可到（页面存档备份，存于） 下载。

## 警告
Nikto是一个用来发现默认网页文件、检查网页服务器和CGI安全问题的工具。它对远程主机使用大量请求，这些过量的请求可能会导致远程主机宕机。Nikto可能会损害主机、远程主机和网络。某些选项可能对目标产生超过70,000个HTTP请求。同样从Cirt.net更新的插件也不能保证绝对系统无害，选择权在用户手中。